# 好消息衛星電視台
好消息電視台（英語：GOOD TV），是台灣第一家基督教電視台，也是一間非營利的電視台，1997年建台，1998年9月9日開播，節目總監是寇紹恩牧師。

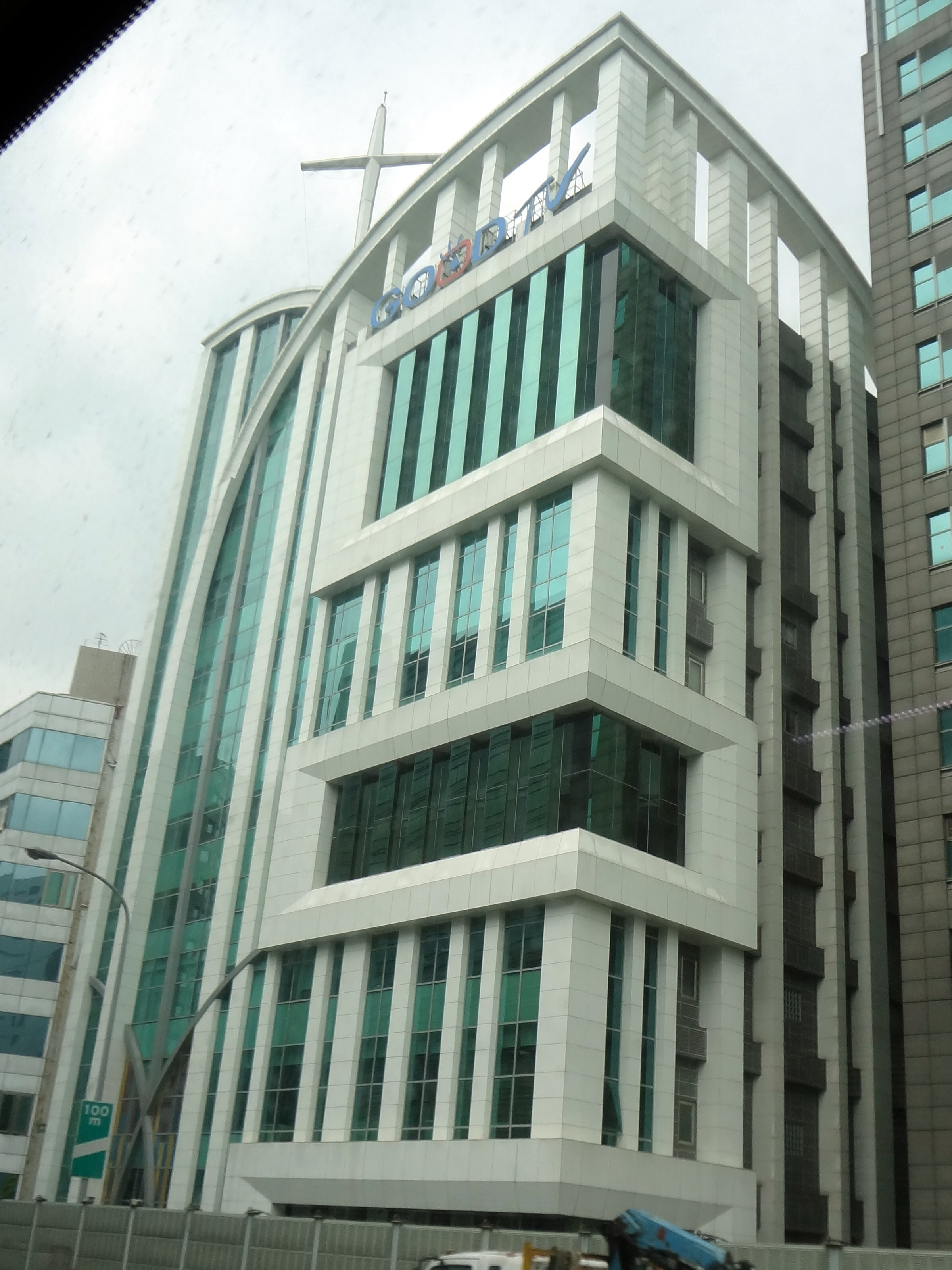
好消息電視台媒體宣教大樓

## 創台故事
1990年代，台灣有線電視迅速崛起，一位新竹的基督徒高中教師注意到第四台（地方有線電視台）的普及，感受到推動基督教媒體宣教的需求。他自費收集基督教節目，製作和拷貝錄影帶，通過教會團契將這些節目傳遞到各地第四台。
因節目不足，他在自家客廳用家用攝影機錄製基督徒專家的信息，並分發錄影帶。工作持續五年後，隨著1996年第四台合法化，他面臨節目需升級至衛星電視頻道的壓力。
同年，他參加了一場在林口舉行的佈道會，外講員在台上預言，上帝要在台灣興起電視宣教事工，佈道會的餘款全數為此事工奉獻。聽到這個宣告的老師只留下開車回家的過路費，就奉獻身上所有...

## 歷史
1997年，好消息衛星電視台成立，首任執行長是曾國生。1998年9月9日，好消息電視台開播，是全球第一個華人基督教電視台，向教友租用舊辦公室為第一代總部。1999年9月21日九二一大地震發生，好消息電視台第一代總部被列為危樓。2000年，好消息電視台租用台北市內湖區公共電視文化事業基金會總部大樓，為第二代總部。
2008年11月27日，好消息電視台媒體宣教大樓開工感恩禮拜。2012年7月1日，好消息電視台從公視總部大樓遷至媒體宣教大樓（新北市中和區中正路911號），為第三代總部。2012年9月22日，好消息衛星電視台「14周年台慶暨獻台感恩禮拜」，董事長周神安與總經理曾國生親臨致詞。

## GOODTV+ AI數位平台
2024年5月，GOOD TV網站全新改版，加入AI個人化推薦，匯集GOOD TV豐富影音資源，包含講道、靈修、健康、家庭、音樂...等多類型內容。可跨螢跨屏在各種載具上使用，並有iOS、Android、Smart TV等版本的App可下載於裝置上使用。
2024年正值荷蘭來台四百年，GOOD TV結合基督教界歷史、民族學者及跨宗派牧者鼎力協助，以福音視角來看這400年，費時一年的田野調查，完成華人首部呈現台灣福音史的紀錄報導，並於8月推出《福音400 恩典台灣：上帝與台灣的故事》 （页面存档备份，存于）系列報導，於GOODTV+ AI數位平台 （页面存档备份，存于）獨家首播。

## 旗下頻道

### 綜合台
原好消息一台，定頻在台灣播放。2012年7月12日台灣時間上午9時整起，中華電信MOD第3頻道改以HD訊號播出好消息一台。現定頻於第15頻道

### 真理台
原好消息二台，主要向台灣以外播放（目前右上台標為「GOOD 2」）。
2005年8月30日，行政院新聞局衛星廣播電視事業審查委員會審議通過好消息二台申設案，好消息二台主要服務海外華人教友。2009年7月31日台灣時間中午12時整起，好消息二台進駐中華電信MOD第15頻道，取代好消息一台。2010年4月1日台灣時間中午起，由於中華電信MOD調整頻道區塊及編號，好消息二台的中華電信MOD頻道號碼改為第3頻道。2011年10月5日台灣時間中午12時整起，中華電信MOD第3頻道改播好消息一台，取代好消息二台。
2012年10月，好消息二台轉型更名為好消息真理造就台，並於同年10月15日於凱擘、台固媒體旗下有線電視系統的數位頻道212台可觀賞到。
2018年2月1日起，於中嘉網路旗下有線電視系統的數位頻道第131台可收看好消息真理造就台。

## 創台到建台大事記
1998年台灣一群基督徒和教會領袖從神領受異象，在臺灣創立GOOD TV，對外正式開播。
1999年1月，台灣86%的有線電視播出本台節目。9月，設立「好消息影音網站」，官網首頁提供
live直播，及隨選節目(VOD)網上收看。
2000年現場直播「新禧年全國禱告大會」五小時，至少可接觸現場兩萬名與會者，以及百萬名電視
觀眾。同年，舉辦本台第一次電視直播佈道會，超過千人決志。
2001年全球觀眾在官網首頁均可收看綜合台、真理台live直播，「節目區」有各類節目隨選點播、出版品瀏覽、電子雜誌分享。
2002年有線電視播出率達100％。GOOD TV網站每月點閱率超過100萬人次。
2003年GOOD TV供應節目給北美國際家庭電視台(IFTV)。同年，正式成立出版部門，提供影音出版
品給教會及福音書房。
2004年開始每季獲得「台灣媒體觀察教育基金會」評鑑為兒童及青少年優質節目。
2005年5月榮獲「閱聽人監督媒體聯盟」推薦為「優良頻道」，「好消息電視台整體質感清新優質，不譁眾取寵、不附和現今偏頗聳動潮流，值得鼓勵。」。同年定頻第 15台、福音見證主打節目《真情部落格》開播。
2006年GOOD TV第二台「真理造就台」開播。同年，GOOD TV綜合台在菲律賓25個城市的有線電視全頻道播出。
2008年開始籌備「建台專案」
2009年馬來西亞透過DETV、香港透過bbTV等網路電視(IPTV)播出。
2010年建立「家庭事工」，開辦電話熱線志工培訓課程。
2012年遷入好消息宣教大樓，開始執行「高畫質數位無帶化的製播」。
2013年《烤箱讀書會》獲得電視金鐘獎─兒少節目主持人獎。
2014年入選NRB國際電視媒體事工大獎（International Television Ministry Award）。
2019年入選NRB國際影響力大獎（International Impact Award）。
2020年《轉轉發現愛》節目主持人高怡平榮獲電視金鐘獎─最佳生活風格節目主持人獎。
2021年第一屆GOOD TV好音樂詩歌創作徵選
2024年GOOD TV+AI數位平台上線

## 外部連結
- 好消息電視台台灣網站（页面存档备份，存于）
- 好消息電視台北美網站（页面存档备份，存于）
- 015 好消息衛星電視台 - 中華電信 MOD 網站 （页面存档备份，存于）
- YouTube上的GOOD TV 好消息電視台頻道